# Miki Liukkonen
Pour les articles homonymes, voir Liukkonen.
Miki Liukkonen, né le 8 juillet 1989 à Oulu et mort le 4 juillet 2023 à Helsinki, est un écrivain et musicien finlandais.
Il est connu dans le monde francophone pour son roman O (2021, édité par Le Castor astral, traduit par Sébastien Cagnoli), décrit comme « un labyrinthe savant, un livre-monstre magnétique ».

## Biographie
Miki Liukkonen est originaire d'Oulu, en Ostrobotnie du Nord. Son premier livre, le recueil de poèmes Valkoisia runoja (Poèmes blancs) paraît en 2011 aux éditions WSOY. Son deuxième recueil de poèmes, Elisabet (2012), paraît en version française en juin 2023. Un troisième recueil a depuis paru en Finlande : Raivon historia (Une histoire de la fureur) (2015). Son cinquième roman Vierastila - Mode invité) a été publié à titre posthume à l'automne 2023.
Parallèlement à sa carrière littéraire, Liukkonen est guitariste dans le groupe de rock alternatif The Scenes. Il animait une émission littéraire où il conviait des gens dont les parcours l'interpellent.
En 2025, O fait partie de la sélection des 25 chefs-d’œuvre de la littérature mondiale qui vont marquer le XXIe siècle établie par Télérama, en 17e position,.

## Œuvres
Toutes ses œuvres en finlandais sont publiées chez WSOY.

### Poésie
- Valkoisia runoja (Poèmes blancs) 2011
- Elisabet 2012 (version française parue au Castor Astral en 2023 EAN 9791027803286)
- Raivon historia (Une histoire de la fureur) 2015

### Romans
- Lapset auringon alla (Enfants sous le soleil) 2013.

- O 2017 (version française parue au Castor Astral en 2021 EAN 9791027801763)
- Hiljaisuuden mestari (Maître du silence) 2019

- Elämä: esipuhe (La vie : préambule) 2021
- Vierastila (Mode invité) 2023 EAN 9789510485460

### Roman graphique
- Johnny Mitten et Ville-Valle au bord du gouffre 2022